# Dichaetomyia taveuniana
Dichaetomyia taveuniana este o specie de muște din genul Dichaetomyia, familia Muscidae, descrisă de Adrian C. Pont și Neal L. Evenhuis în anul 2006.
Este endemică în Fiji. Conform Catalogue of Life specia Dichaetomyia taveuniana nu are subspecii cunoscute.